# جاك بيكهام
جاك بيكهام (بالإنجليزية: Jack Bickham)‏ (2 سبتمبر 1930، كولومبوس في الولايات المتحدة - 25 يوليو 1997)؛ كاتب للأطفال وروائي أمريكي.